# Прудовая ночница
Прудовая ночни́ца (лат. Myotis dasycneme) — летучая мышь рода ночниц.

## Таксономическая характеристика
Один из 66 видов рода и один из 9 видов рода в фауне Украины, один из 13 видов рода в фауне России.

## Распространение
Встречается спорадически, преимущественно во Львовской, Киевской, Полтавской и Харьковской областях; в Закарпатской области было зарегистрировано одну особь на пролёте (с. Соль Великоберезнянского района, 8. IX. 1965 г.). Ареал охватывает полосу между 49 и 60 ° с. ш.: от Франции, Голландии и Дании до Западной Сибири (долина Енисея).

## Место обитания
Селится вблизи стоячих водоемов или равнинных рек. В горах появляется только во время сезонных миграций и зимовки. Днем прячется на чердаках, изредка — в дуплах деревьев. Зимует в трещинах и щелях зданий или в пещерах.

## Особенности биологии
Перелетный вид, на Прикарпатье живёт оседло. На местах зимовки — с сентября. Зимует обычно поодиночке. Еду добывает с наступлением сумерек и перед рассветом; полет сильный, медленный и ровный. Питается преимущественно мелкими бабочками, жуками, однодневками и двукрылыми, которых ловит над водой на высоте 5—20 см. Размножается раз в год. Самка во 2-й половине июня рождает одного малыша.
Враги — совы.

## Численность
Отмечены отдельные находки (с 40-х гг. XX века), главным образом зимой.
Причины изменения численности — уменьшение количества укрытий, загрязнение природной среды.

## Меры охраны
Вид занесён в Красную книгу Украинской ССР (1980), Европейский Красный список (1991), Красную книгу Свердловской области, Красную книгу Курской области, Красную книгу Новосибирской области и Красную книгу республики Карелия. Охраняется в природном парке «Оленьи Ручьи».